# Sixten Sild
Sixten Sild, född den 19 juni 1964 i Tartu, är en estländsk orienterare som tog brons på klassisk distans för Sovjetunionen vid  VM 1991.